# Flickering Flame: The Solo Years Vol. 1
Albums de Roger Waters
In the Flesh: Live
(1990) Ça Ira
(2005)
Flickering Flame: The Solo Years Vol. 1 est une compilation de l'auteur-compositeur-interprète britannique Roger Waters. Elle est sortie en 2002 sur le label Columbia Records.
Elle reprend douze chansons de la carrière solo de l'ancien membre de Pink Floyd provenant de ses trois albums studio, de son album en concert In the Flesh: Live et de plusieurs bandes originales de film auxquelles il a participé. Deux pistes sont inédites : les démos de la chanson-titre (jouée en concert par Waters en 2002) et de Lost Boys Calling (dont la version finale apparaît sur la bande originale du film La Légende du pianiste sur l'océan). Le choix des chansons a été effectué par Waters avec le producteur James Guthrie.

## Fiche technique

### Chansons
Toutes les chansons sont écrites et composées par Roger Waters, sauf mention contraire.
| No  | Titre                             | Auteur                        | Première parution                         | Durée |
| --- | --------------------------------- | ----------------------------- | ----------------------------------------- | ----- |
| 1.  | Knockin' on Heaven's Door         | Bob Dylan                     | The Dybbuk of The Holy Apple Field (1997) | 4:06  |
| 2.  | Too Much Rope                     |                               | Amused to Death (1992)                    | 5:12  |
| 3.  | The Tide Is Turning (en)          |                               | Radio K.A.O.S. (1987)                     | 5:24  |
| 4.  | Perfect Sense Part I & II         |                               | In the Flesh: Live (2000)                 | 7:22  |
| 5.  | Three Wishes                      |                               | Amused to Death (1992)                    | 6:49  |
| 6.  | 5.06 AM (Every Stranger's Eyes)   |                               | The Pros and Cons of Hitch Hiking (1984)  | 4:47  |
| 7.  | Who Needs Information             |                               | Radio K.A.O.S. (1987)                     | 5:55  |
| 8.  | Each Small Candle                 |                               | In the Flesh: Live (2000)                 | 8:34  |
| 9.  | Flickering Flame (New Demo)       |                               | inédit                                    | 6:45  |
| 10. | Towers of Faith                   |                               | When the Wind Blows (1986)                | 6:52  |
| 11. | Radio Waves                       |                               | Radio K.A.O.S. (1987)                     | 4:31  |
| 12. | Lost Boys Calling (Original Demo) | Ennio Morricone, Roger Waters | inédit                                    | 4:06  |

### Musiciens
- Roger Waters : chant, guitare, basse

- Doyle Bramhall II : guitare sur Perfect Sense Part I & II, Each Small Candle et Flickering Flame, basse sur Flickering Flame
- Eric Clapton : guitare sur 5.06 AM (Every Stranger's Eyes)
- Clem Clempson : guitare acoustique et guitare électrique sur Knockin' on Heaven's Door
- Andy Fairweather-Low : guitare sur Too Much Rope, The Tide Is Turning, Perfect Sense Part I & II, Three Wishes, Who Needs Information, Each Small Candle et Radio Waves
- Steve Lukather : guitare sur Too Much Rope et Three Wishes
- Jay Stapely : guitare sur Towers of Faith
- Snowy White : guitare sur Perfect Sense Part I & II et Each Small Candle
- Geoff Whitehorn (en) : guitare sur Too Much Rope et Three Wishes
- John Gordon : basse sur Towers of Faith
- James Johnson (en) : basse sur Too Much Rope et Three Wishes
- Andy Bown : orgue Hammond et guitare 12 cordes sur 5.06 AM (Every Stranger's Eyes)
- Jon Carin : claviers sur Perfect Sense Part I & II, Each Small Candle et Flickering Flame
- Simon Chamberlain : claviers sur Knockin' on Heaven's Door
- Matt Irving (en) : claviers sur Towers of Faith
- Michael Kamen : piano sur 5.06 AM (Every Stranger's Eyes)
- Patrick Leonard : claviers sur Too Much Rope et Three Wishes
- Ian Ritchie (en) : piano, claviers, Fairlight et saxophone ténor sur The Tide Is Turning, Who Needs Information et Radio Waves
- Andy Wallace : claviers sur Perfect Sense Part I & II et Each Small Candle
- Graham Broad : batterie sur Too Much Rope, The Tide Is Turning, Perfect Sense Part I & II, Three Wishes, Who Needs Information, Each Small Candle et Radio Waves
- Freddie KRC : batterie sur Towers of Faith
- Andy Newmark : batterie sur 5.06 AM (Every Stranger's Eyes)
- John Lingwood : LinnDrum sur Towers of Faith
- Luis Conte (en) : percussions sur Too Much Rope et Three Wishes
- Ray Cooper : percussions sur 5.06 AM (Every Stranger's Eyes)
- Mel Collins : saxophone sur The Tide Is Turning, Who Needs Information, Towers of Faith et Radio Waves
- Kevin Flanagan : cuivres sur 5.06 AM (Every Stranger's Eyes)
- Raphael Ravenscroft : cuivres sur 5.06 AM (Every Stranger's Eyes)
- David Sanborn : saxophone sur 5.06 AM (Every Stranger's Eyes)
- Vic Sullivan : cuivres sur 5.06 AM (Every Stranger's Eyes)
- John Thirkell (en) : trompette sur The Tide Is Turning, Who Needs Information et Radio Waves
- Peter Thoms (en) : trombone sur The Tide Is Turning, Who Needs Information et Radio Waves
- Katie Kissoon : chœurs sur Knockin' on Heaven's Door, Too Much Rope, Perfect Sense Part I & II, Three Wishes, 5.06 AM (Every Stranger's Eyes), Who Needs Information, Each Small Candle
- Doreen Chanter (en) : chœurs sur Too Much Rope, Three Wishes, 5.06 AM (Every Stranger's Eyes) et Who Needs Information
- Suzanne Rhatigan (en) : chœurs sur The Tide Is Turning et Radio Waves
- Madeline Bell (en) : chœurs sur 5.06 AM (Every Stranger's Eyes)', Who Needs Information
- Steve Langer : chœurs sur Who Needs Information
- Vicki Brown : chœurs sur Who Needs Information
- Susannah Melvoin (en) : chœurs sur Perfect Sense Part I & II et Each Small Candle
- P. P. Arnold : chœurs sur Perfect Sense Part I & II et Each Small Candle
- Clare Torry : chœurs sur Towers of Faith

### Équipe technique
- Roger Waters : producteur sur Too Much Rope et Three Wishes et The Tide Is Turning, 5.06 AM (Every Stranger's Eyes), Who Needs Information, Flickering Flame, Towers of Faith et Radio Waves
- Patrick Leonard : producteur sur Too Much Rope et Three Wishes
- Nick Griffiths : producteur sur Knockin' on Heaven's Door, Too Much Rope, Three Wishes, Flickering Flame et Towers of Faith
- Ian Ritchie : producteur et arrangements sur The Tide Is Turning, Who Needs Information et Radio Waves
- James Guthrie : producteur sur Perfect Sense Part I & II et Each Small Candle
- Michael Kamen : producteur sur 5.06 AM (Every Stranger's Eyes)
- 4i Group : conception de la pochette
- Jimmy Ienner Jr, Neal Preston, Jonathan Park : photographie